# Корнильо
Корнильо (итал. Corniglio) —  коммуна в Италии, располагается в регионе Эмилия-Романья, подчиняется административному центру Парма.
Население составляет 2315 человек, плотность населения составляет 14 чел./км². Занимает площадь 166 км². Почтовый индекс — 43021. Телефонный код — 0521.